# James Temple
Pour les articles homonymes, voir Temple (homonymie).
James Temple (1606 - 17 février 1680) était un puritain qui prit part à la Première Révolution anglaise et fut reconnu coupable du régicide de Charles Ier. Né à Rochester, dans le Kent, d'une famille noble, bien alliée, il était le second des deux fils de Sir Alexander Temple, mais son frère aîné mourut en 1627. Enfant, Temple a déménagé avec son père de Rochester à Chadwell St Mary, dans l'Essex, puis à Etchingham dans le Sussex, où il s'installa.
Temple acquit une expérience militaire en tant que membre de l'expédition du duc de Buckingham sur l'île de Ré en 1627. En tant que puritain, il rejoignit l'armée parlementaire au début de la guerre civile et participa à la bataille de Edgehill. Il put devenir colonel et commanda Tilbury Fort, une importante position défensive à l'approche de Londres par le fleuve. Il fut élu membre du Parlement pour la circonscription de Bramber en septembre 1645 et remplaça un royaliste. Il prit le parti avec l'armée de s'opposer à tout compromis avec le roi et fut nommé juge au procès du roi Charles Ier d'Angleterre. Temple assista à la plupart des séances du tribunal et fut le 28e (sur 59) à signer l'arrêt de mort du roi. Après la restauration de Charles II, il fut reconnu coupable de régicide mais réussit à éviter la peine de mort et fut condamné à la prison à vie et emprisonné à Jersey, où il mourut.